# 提调尚宫
提調尚宮是朝鮮王朝宫女的最高位，同時又分副提调尚宫。她們主管各宮、院、殿、閣的大小事务，同時掌管所有女官，視同领议政。
而提調尚宮在各宫殿均有，但通常以大殿的地位最高。